# Dültgenstal
Dültgenstal ist ein Wohnplatz in der bergischen Großstadt Solingen.

## Lage und Beschreibung
Dültgenstal befindet sich Talgrund des Lochbachtals zwischen Wald und Solingen-Mitte. Durch den Ort verläuft die Grenze zwischen den beiden Stadtbezirken. Der Wohnplatz befindet sich an der unterirdischenMündung des Demmeltrather Baches in den Lochbach am unteren Ende der Dültgenstaler Straße sowie der heutigen Brucknerstraße. Am Ortsrand an der Brucknerstraße befindet sich ein Industriekomplex, der aus mehreren ein- und zweigeschossigen Backsteinbauten, teils mit Sheddächern, besteht. Es handelt sich dabei um die einstige Fabrikanlage der Gebrüder Dültgen, die heute zum Teil von der Jugendhilfewerkstatt Solingen genutzt wird. Entlang der Dültgenstaler Straße befindet sich die denkmalgeschützte Fabrikkolonie Dültgenstaler Straße, ein bedeutendes Zeugnis der Frühindustrialisierung in Solingen.
Benachbarte Orte sind bzw. waren (von Nord nach West): Strauch, Demmeltrath, Eigener Feld, Eigen, Lehn, Kreuzweg, Kleinenberg, Büschberg, Dorpskotten, Mummenscheid und Scheiderfeld.

## Etymologie
Die Ortsbezeichnung rührt von dem Familiennamen Dültgen her. Im dortigen Teil des Lochbachtals ließen sich im 19. Jahrhundert die Gebrüder Dültgen nieder, gründeten eine Fabrik und errichten eine Arbeitersiedlung. Der gesamte Talabschnitt erhielt daraufhin, zunächst im Volksmund, später amtlich, den heutigen Namen Dültgenstal.:30f.

## Geschichte

### Fabrik Dültgen & Schütte

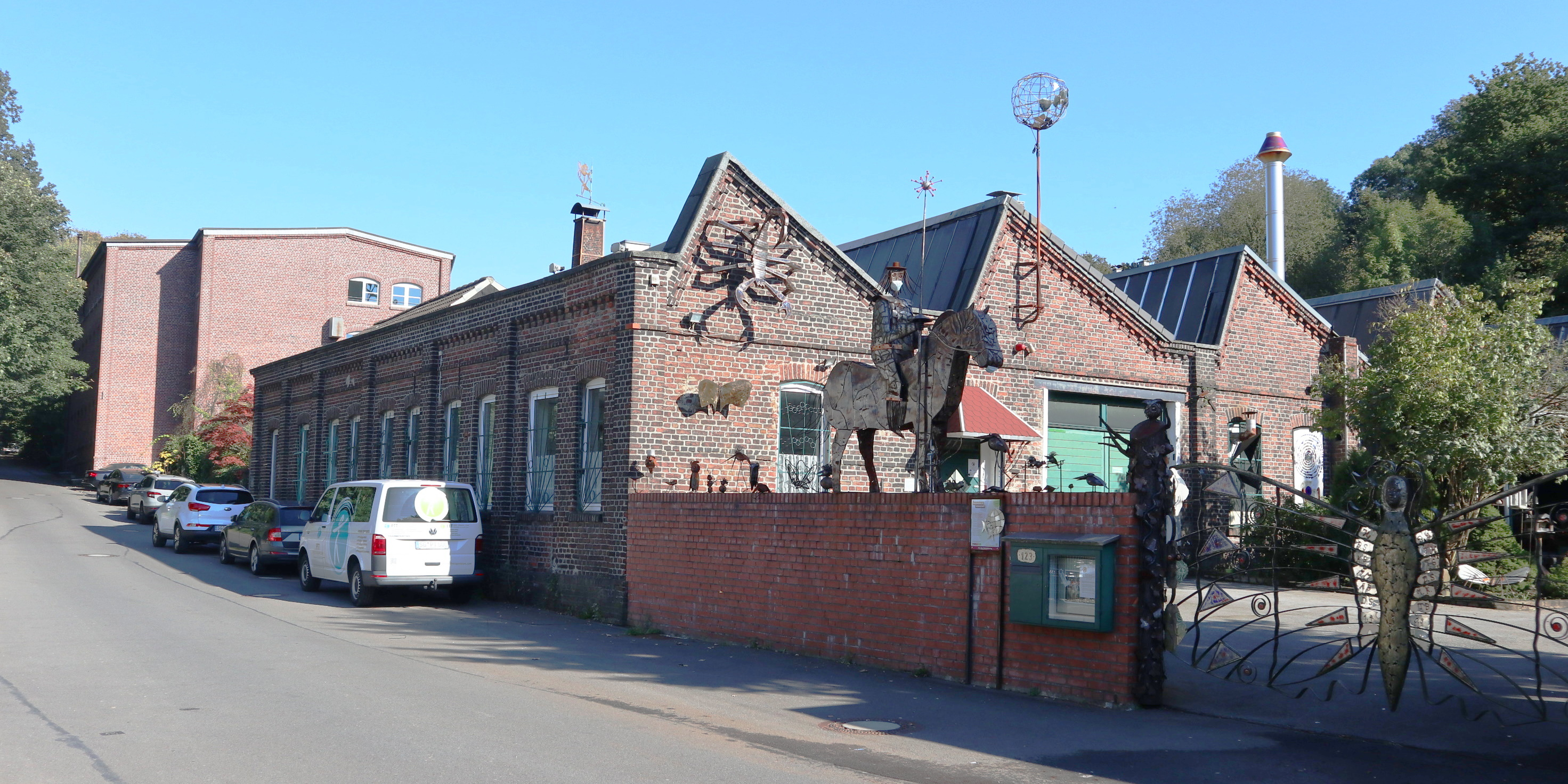
Ehem. Schirmfurniturenfabrik Dültgen & Schütte

Der Übergang zum Zeitalter der Industrialisierung im Solinger Raum spielte sich am Ende der 1820er Jahre unter anderem im heutigen Dültgenstal ab. Die Gebrüder Dültgen, die aus Herberg stammten, begannen zu dieser Zeit mit der Herstellung von Schirmfurnituren. Dazu wurde 1830 zunächst der halbe, später der ganze Lauterjungskotten im Lochbachtal aufgekauft. Die Firmengründer arbeiteten zunächst noch mit Wasserkraft. Neben der Herstellung von Schirmgestellen kam später noch die Produktion von Taschenbügeln (also der mit einem Schnappverschluss versehenen Einfassung von Geldtaschen oder Handtaschen) hinzu. Ab Mitte des 19. Jahrhunderts wuchs das Fabrikareal am Ufer des Lochbachs immer weiter, moderne Fabrikgebäude in Ziegelbauweise entstanden.:30f.
Durch den Bau einer Arbeitersiedlung sowie einer eigenen Fabrikschule wuchs die Belegschaft des Unternehmens rasch an, im Jahre 1862 wurden bereits 230 Mitarbeiter beschäftigt. Aufgrund der Beteiligung des Kaufmanns Hans Schütte am Unternehmen wurde der Name in Dültgen & Schütte geändert. Das Unternehmen expandierte Ende des 19. Jahrhunderts weiter, ehe es in den 1920er Jahren von der Krise der deutschen Schirmindustrie erfasst wurde. Nach mehreren Konsolidierungsphasen und Anpassungen an den geänderten Markt blühte das Unternehmen nach dem Zweiten Weltkrieg noch einmal auf. Im Jahre 1958 wurden mehrere hundert Menschen beschäftigt. Zu Beginn der 1970er Jahre wurde Dültgen & Schütte schließlich an das Unternehmen Kortenbach & Rauh vom Weyer verkauft.:75–79

### Wohnplatz
In der Nähe der Fabrik, an der heutigen Dültgenstaler Straße, legten die Firmengründer ab den 1850er Jahren eine Arbeitersiedlung für ihre Beschäftigten an. Es handelte sich großteils um zweigeschossige, traufenständige Fachwerkhäuser mit Schieferverkleidung, die im traditionellen Stil des Bergischen Hauses entstanden. Einzelne Gebäude sind hingegen nicht verschiefert worden. Die noch vorhandenen Gebäude Dültgenstaler Str. 100, 105 bis 109, 110, 110a, 112, 111 bis 117, 114, 116, 119, 121, 121a, und 123 bis 127 stehen seit 1984/1985 unter Denkmalschutz. Die Fabrikkolonie gilt als bedeutsames Beispiel „einer Industrie- und Gewerbeortschaft aus der Zeit der Frühindustrialisierung“.:80, 81

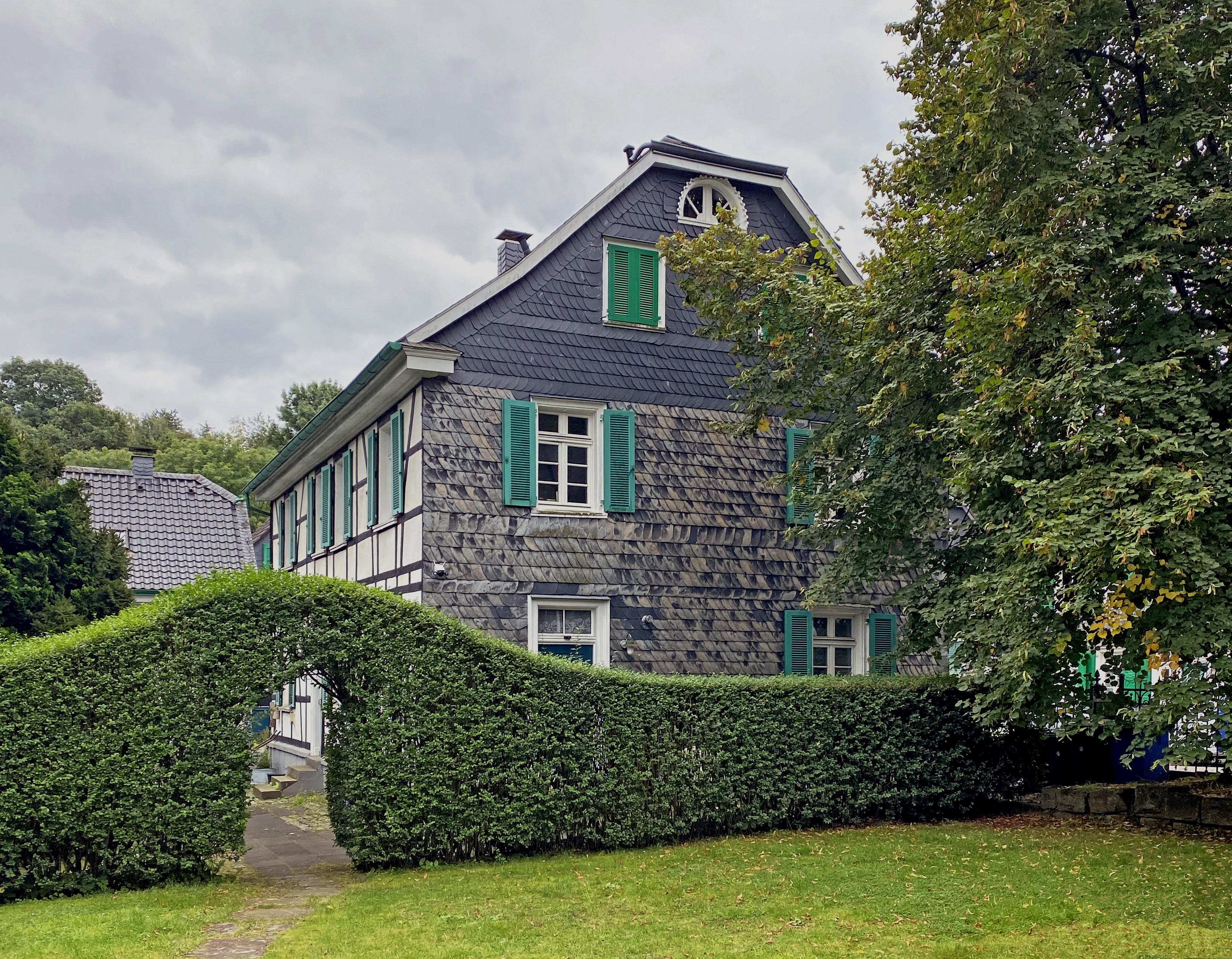
Dültgenstaler Straße 119
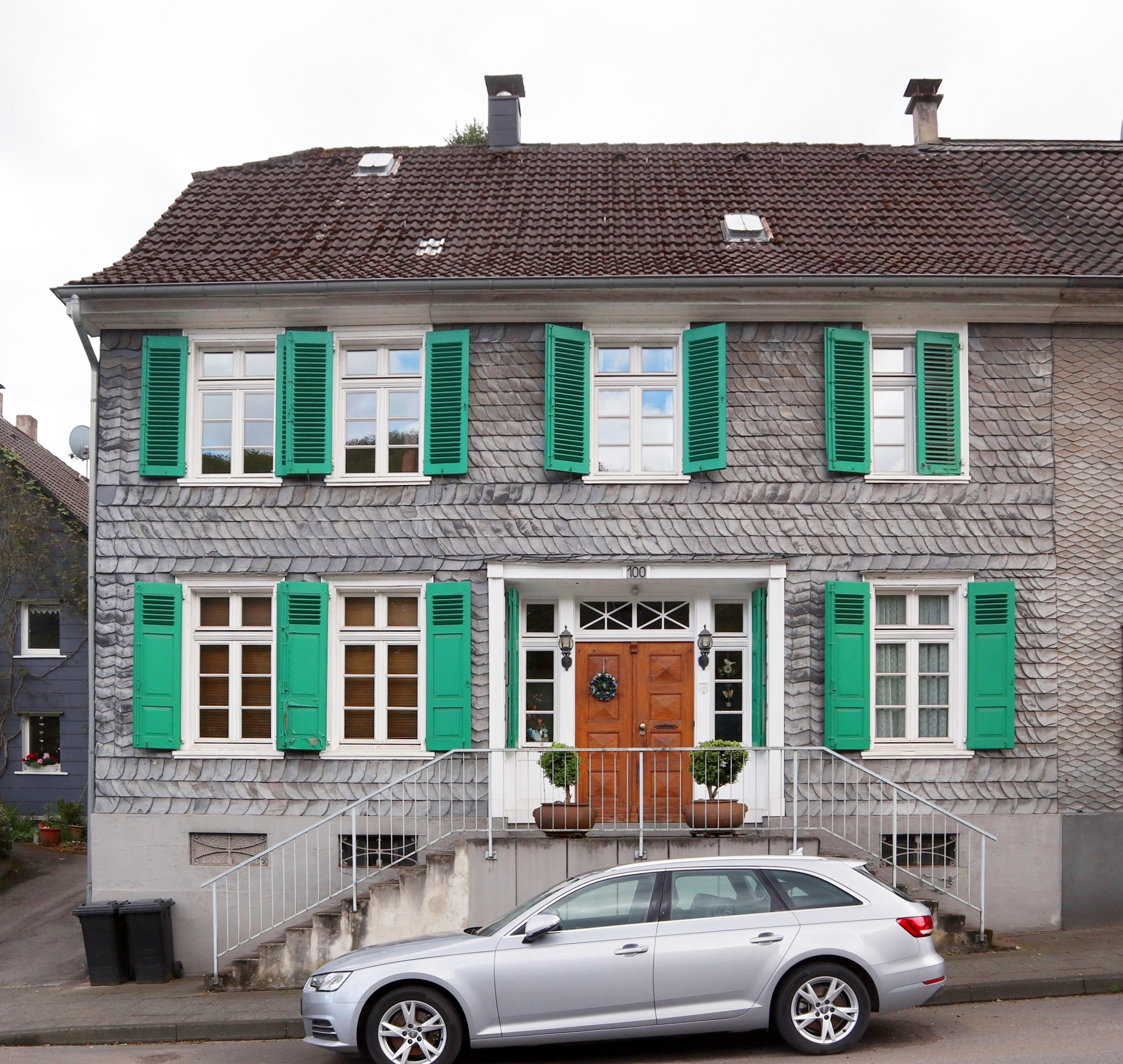
Dültgenstaler Str. 100
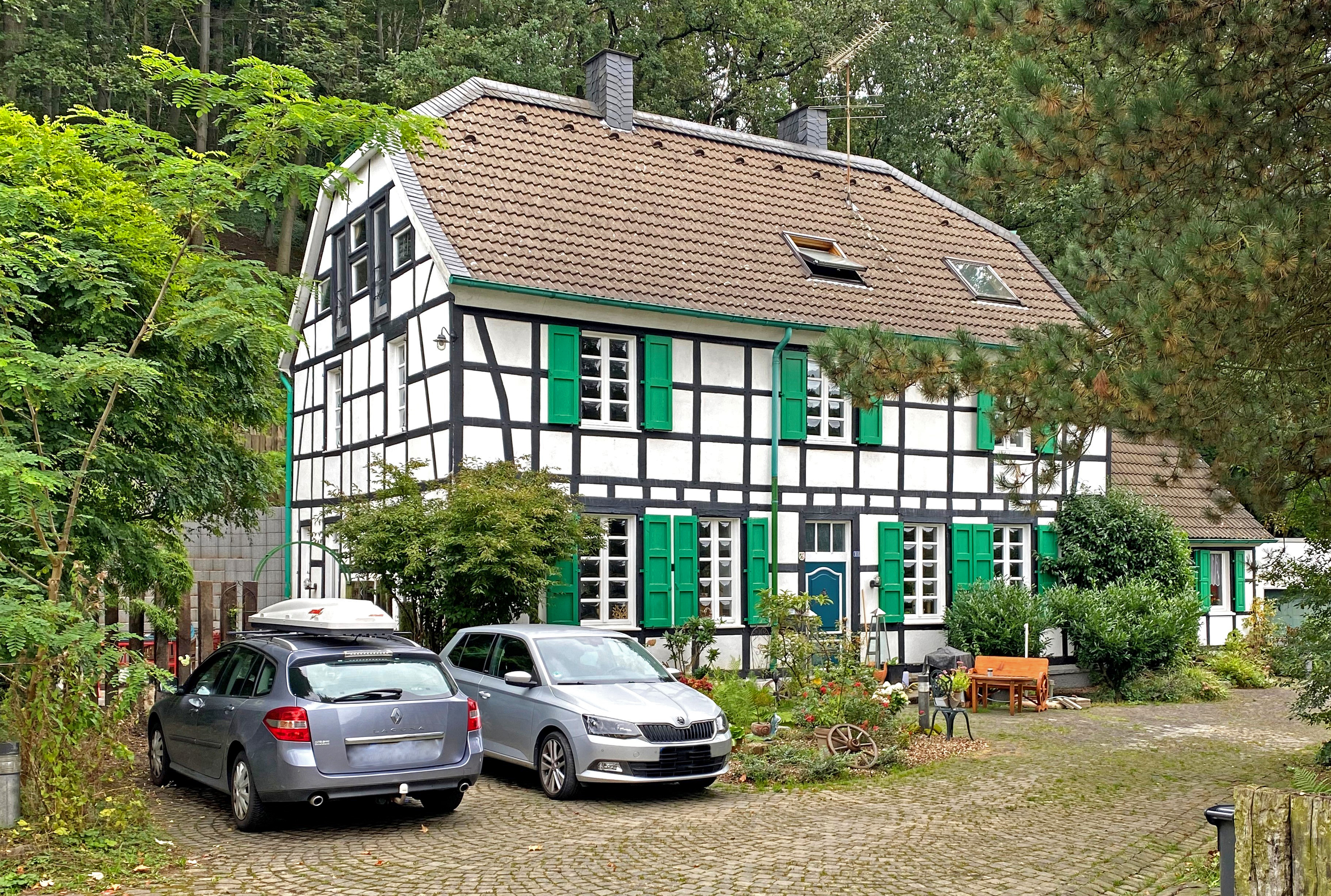
Dültgenstaler Str. 111–117
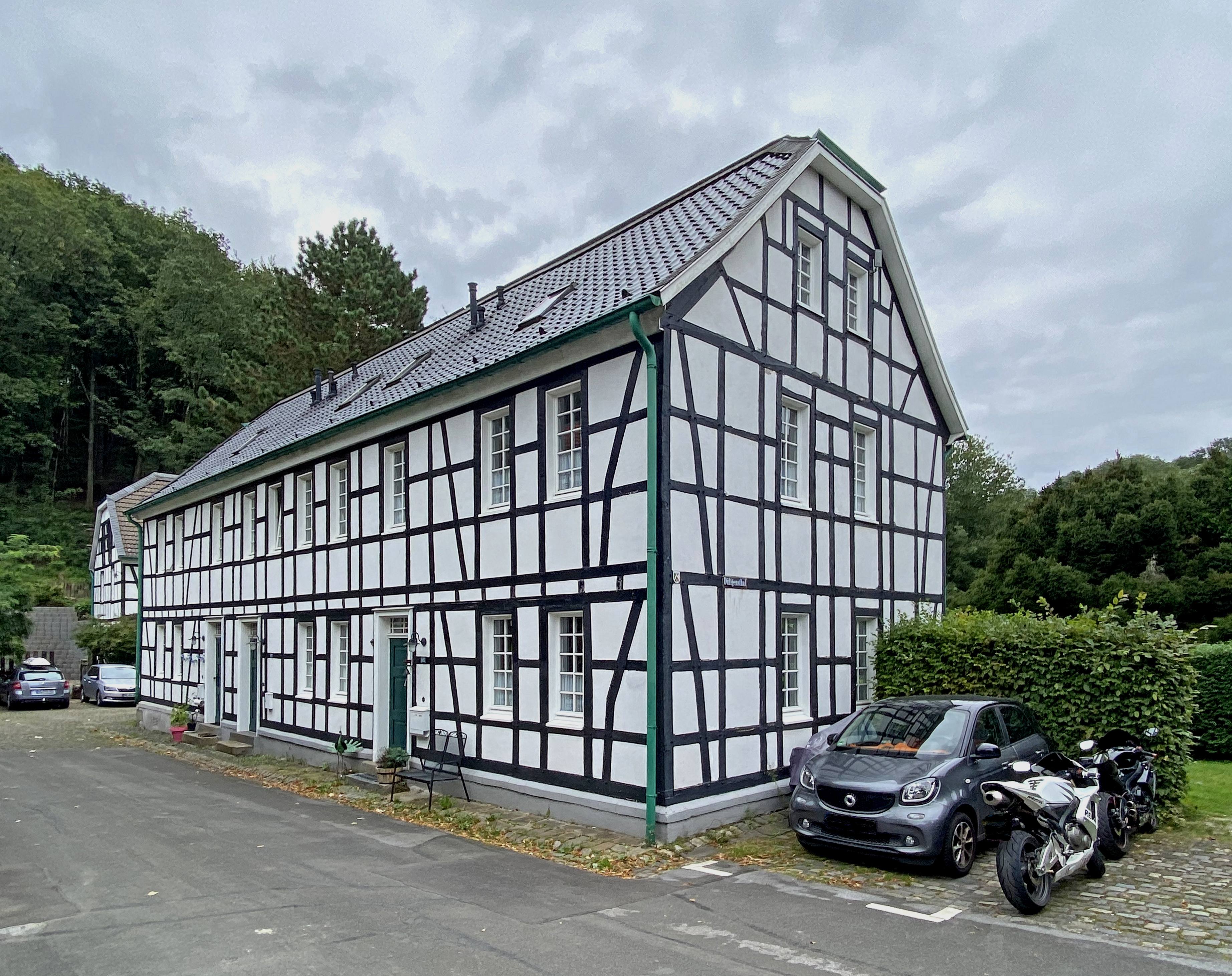
Dültgenstaler Str. 105-107-109

Aus dieser ursprünglichen Arbeitersiedlung entwickelte sich der Wohnplatz Dültgenstal, der in der Bürgermeisterei Wald lag, die im Jahre 1856 das Stadtrecht erhielt. Die Topographische Aufnahme der Rheinlande von 1824 verzeichnet den Ort nicht, die Preußische Uraufnahme von 1844 verzeichnet ihn als Unt:Herberg benannt. In derselben Karte trägt das heutige Herberg den Namen Ob:Herberg. In der Topographischen Karte des Regierungsbezirks Düsseldorf von 1871 ist der Ort hingegen nicht verzeichnet. In der Preußischen Neuaufnahme von 1893 ist der Ort als Dültgensthal verzeichnet, ab dem amtlichen Stadtplan von 1935 ist der Ort durchgehend als Dültgenstal benannt.
Die Gemeinde- und Gutbezirksstatistik der Rheinprovinz führt den Ort als Düttgensthal 1871 mit 26 Wohnhäusern und 160 Einwohnern auf. Im Gemeindelexikon für die Provinz Rheinland von 1888 werden für Dültgensthal 29 Wohnhäuser mit 167 Einwohnern angegeben. 1895 besitzt der Ortsteil 30 Wohnhäuser mit 174 Einwohnern, 1905 werden 35 Wohnhäuser und 268 Einwohner angegeben.
Mit der Städtevereinigung zu Groß-Solingen im Jahre 1929 wurde Dültgenstal ein Ortsteil Solingens. Das ehemalige Fabrikgelände des Unternehmens Dültgen & Schütte beherbergt seit Aufgabe der industriellen Nutzung heute Kleingewerbe und Wohnraum. Seit 1988 ist die Solinger Jugendhilfewerkstatt auf einem Teil der Anlage ansässig.:79 Am Ortsrand von Dültgenstal befinden sich allerdings bis heute einzelne Gewerbe- und Industriebetriebe, darunter ein Galvanik-Unternehmen.